# Araneus ejusmodi
Araneus ejusmodi este o specie de păianjeni din genul Araneus, familia Araneidae, descrisă de Friedrich Wilhelm Bösenberg și Strand, 1906. Conform Catalogue of Life specia Araneus ejusmodi nu are subspecii cunoscute.